# Oria Conforti
Oria Conforti (Roma, 21 luglio 1964) è un'attrice italiana nota per aver interpretato il ruolo di Betty nel film La ragazza di via Millelire, di Gianni Serra.

## Biografia
Nata a Roma, si trasferì da bambina con la sua famiglia a Torino, a circa metà degli anni settanta, dove il padre divenne uno dei primi registi per stazioni televisive private. In questo ambiente Oria fu subito notata dall'ambiente cinematografico dell'epoca, venendo scelta per interpretare il ruolo principale del film La ragazza di via Millelire del 1980, dove il regista Gianni Serra volle rappresentare l'allora disagio giovanile delle periferie della città. Nel corso degli anni successivi viene chiamata per condurre un programma per bambini di una TV locale, per poi collaborare nel cast de Una nuvola d'ira, di Massimo Scaglione e al fianco di Gipo Farassino. Dal 1986 si trasferisce definitivamente in Veneto; sposata e con tre figli, ha smesso di lavorare come attrice.

## Filmografia

### Cinema
- La ragazza di via Millelire, regia di Gianni Serra (1980)

### Televisione
- Una nuvola d'ira, regia di Massimo Scaglione - film TV (1983)